# Los Montaner
Los Montaner es una serie de televisión documental biográfica de música producida por la familia Montaner y Lex Borrero para Disney+. La serie narra la vida de la familia Montaner, a través de sus shows musicales, así como sus momentos cotidianos y carreras artísticas combinadas con sus vidas personales. Cuenta con un reparto coral encabezado por Ricardo Montaner, Evaluna Montaner, Mau y Ricky, Marlene Rodríguez Miranda, Sara Escobar, Stefanía Roitman y Camilo Echeverry. 
La serie fue estrenada el 9 de noviembre de 2022 en Disney+.

## Reparto
- Ricardo Montaner, el padre de Los Montaner y esposo de Marlene.
- Marlene Rodríguez Miranda, la madre de Los Montaner y esposa de Ricardo. .
- Ricky Montaner, el hijo mayor de Los Montaner y esposo de Stefania.
- Stefanía Roitman, la esposa de Ricky..
- Mau Montaner, el hijo del medio de Los Montaner y esposo de Sara.
- Sara Escobar, la esposa de Mau.
- Evaluna Montaner, la hija menor de Los Montaner y esposa de Camilo.
- Camilo Echeverry, el esposo de Evaluna.